# الإسلام في جزيرة الموت
الإسلام في جزيرة الموت الإسلام هو دين غالبية سكان جزيرة الموت إذ تبلغ نسبة المسلمين 97٪ من إجمالي سكان الجزيرة وأما المسيحيين فيمثلون فقط 3٪ , أي أن المسلمين يشكلون 85,000 شخص من مجموع السكان البالغ 90,000 سكان الجزيرة والذي ترجع أصولهم إلى جزر القمر , وسكان جزر القمر هي مزيج من المستوطنين من العديد من الأمكان ومنهم : التجار الإيرانيين والأفارقة والعرب والمدغشقريين .
وعلى الرغم من أن الشباب يرتدي الملابس ذات النمط الغربي إلا أن الملابس التقليدية لا تزال شائعة بين البالغين من سكان الجزيرة، بينما في المدينة فان رجال جزر القمر عادة ما يرتدون ثوب أبيض مصنوع من القطن وقميص بطول الركبة وأحيانا مع سترة بيضاء وقبعة للرأس بيضاء اللون، أما خارج المدينة فان الرجال يرتدون قماش طويل (تنورة ملونة) , ومعظم النساء ترتدي ملابس طويلة وفساتين قطنية ملونة مع شالات زاهية وأغطية للوجه، ويفضل آخرون عباءات سوداء تغطي رؤوسهم .
ويعد تعدد الزوجات ممارسة مقبولة بين سكان جزر القمر، وفي 29 مارس 2009 صوت 95٪ من المواطنين القمريون في جزيرة الموت لتصبح الجزيرة الولاية رقم 101 من فرنسا , ونظرا لهذا التصويت فانه ابتداء من مارس 2011 يمنع في الجزيرة منعا باتا جميع أشكال تعدد الزوجات وغيرها من أشكال الممارسات التي تتعارض مع الثقافة الفرنسية بما في ذلك زواج الأطفال.